# Allophyes albida
Allophyes albida är en fjärilsart som beskrevs av Schnaider 1950. Allophyes albida ingår i släktet Allophyes och familjen nattflyn. Inga underarter finns listade i Catalogue of Life.